# Varanus rosenbergi
Il varano di Rosenberg (Varanus rosenbergi Mertens, 1957), o varano del mallee, è una specie della famiglia dei Varanidi originaria delle regioni orientali, meridionali e occidentali dell'Australia.

## Descrizione
Il varano di Rosenberg può raggiungere gli 1,5 m di lunghezza. È molto simile al varano di Gould, dal quale si differenzia solamente per la colorazione più scura, tanto che in passato veniva considerato una sua sottospecie.

## Distribuzione e habitat
L'areale di questa specie è ristretto alle regioni meridionali dell'Australia, al di sotto dei 30° di latitudine sud. Essa è diffusa nelle regioni costiere di Australia Occidentale, Australia Meridionale e nel sud-ovest del Victoria. Piccole popolazioni disgiunte si incontrano anche nei pressi di Sydney e di Canberra.

## Biologia
Il varano di Rosenberg si accoppia a gennaio, in un periodo della durata di 12 giorni. In febbraio-marzo la femmina crea, scavando in un termitaio, una camera-nido circolare. In essa depone fino a 14 uova. In settembre-ottobre i piccoli emergono dal termitaio, generalmente aiutati dalla madre.